# Leptogaster basalis
Leptogaster basalis là một loài ruồi trong họ Asilidae. Leptogaster basalis được Walker miêu tả năm 1855. Loài này phân bố ở vùng Tân nhiệt đới.